# اخی‌جان
اخی‌جان، روستایی از توابع بخش کشاورز شهرستان شاهین‌دژ در استان آذربایجان غربی ایران است.
مردم این روستا به زبان ترکی صحبت می‌کنند.

## جمعیت
این روستا در دهستان چهاردولی قرار دارد و براساس سرشماری مرکز آمار ایران در سال ۱۳۸۵، جمعیت آن ۱۵۹ نفر (۴۵ خانوار) بوده‌است.